# Alice's Restaurant Massacree
Alice's Restaurant Massacree, mais conhecida como Alice's Restaurant, é uma das mais famosas canções do cantor e compositor Arlo Guthrie, um monólogo musical baseado em uma história real que começou no dia de Ação de Graças de 1965, e que inspirou um filme de 1969 de mesmo nome. Guthrie, em uma entrevista de rádio, disse que a canção lembra que qualquer cidadão americano que foi condenado por um crime, não importando a gravidade, pode evitar de ser recrutado para lutar na Guerra do Vietnã.
A canção dura 18 minutos e 34 segundos, ocupando a todo o lado A do álbum de estréia de Guthrie, também intitulado Alice's Restaurant (Warner Reprise Records). É notável como um satírico, em primeira pessoa da contracultura dos anos 1960, além de ser uma canção de sucesso em seu próprio direito. A parte final da canção é um incentivo para os ouvintes a cantar junto, para resistir ao projecto americano, e acabar com a guerra.
O "Massacree" (com dois "e") do título da canção foi usado pelo Arlo Guthrie como um coloquialismo. que quer dizer "um evento tão selvagem, improvável e confuso que os resultados são quase impossíveis de se acreditar". Trata-se de uma corruptela da palavra massacre (com um "e"), mas carrega uma conotação muito mais leve e sarcástica, ao invés de descrever qualquer coisa que envolva a morte real

## Honrarias
- Em 2017, a canção foi selecionada para preservação no Registro Nacional de Gravações pela Biblioteca do Congresso como sendo "culturalmente, historicamente ou artisticamente significativa"[5].